# Якуб Меншик
Якуб Меншик (на чешки: Jakub Menšík) [ˈjakup ˈmɛnʃiːk] е чешки тенисист.

## Биография
Якуб Меншик е роден на 1 септември 2005 г. в Простейов, Чехословакия. Син е на Михал Меншик и съпругата му Катержина, има брат Лукас. Започва да играе тенис от петгодишна възраст.

## Кариера
Якуб Меншик достига най-високо място в световната ранглиста на сингъл на ATP, до 21-во място, на 5 май 2025 г., и номер 386 на двойки на 3 февруари 2025 г. Меншик към май 2025 г. е играч № 2 на Чехия. Той печели една титла на сингъл от ATP тур на Маями Оупън през 2025 г.

## Кариерна статистика

#### Титли оттурнири от сериите Мастърс(1)
| година | турнир      | съперник във финала | резултат           |
| ------ | ----------- | ------------------- | ------------------ |
| 2025   | Маями Оупън | Новак Джокович      | 7–6(7–4), 7–6(7–4) |

### ATP финали (1 титли; 1 финала)
|        | П–З | Година | Турнир      | Клас         | Настилка | Опонент        | Резултат           |
| ------ | --- | ------ | ----------- | ------------ | -------- | -------------- | ------------------ |
| Загуба | 0–1 | 2024   | Катар Оупън | 250 серии    | Твърда   | Карен Хачанов  | 6–7(12–14), 4–6    |
| Победа | 1–1 | 2025   | Маями Оупън | Мастърс 1000 | Твърда   | Новак Джокович | 7–6(7–4), 7–6(7–4) |